# マルメタピオカガエル

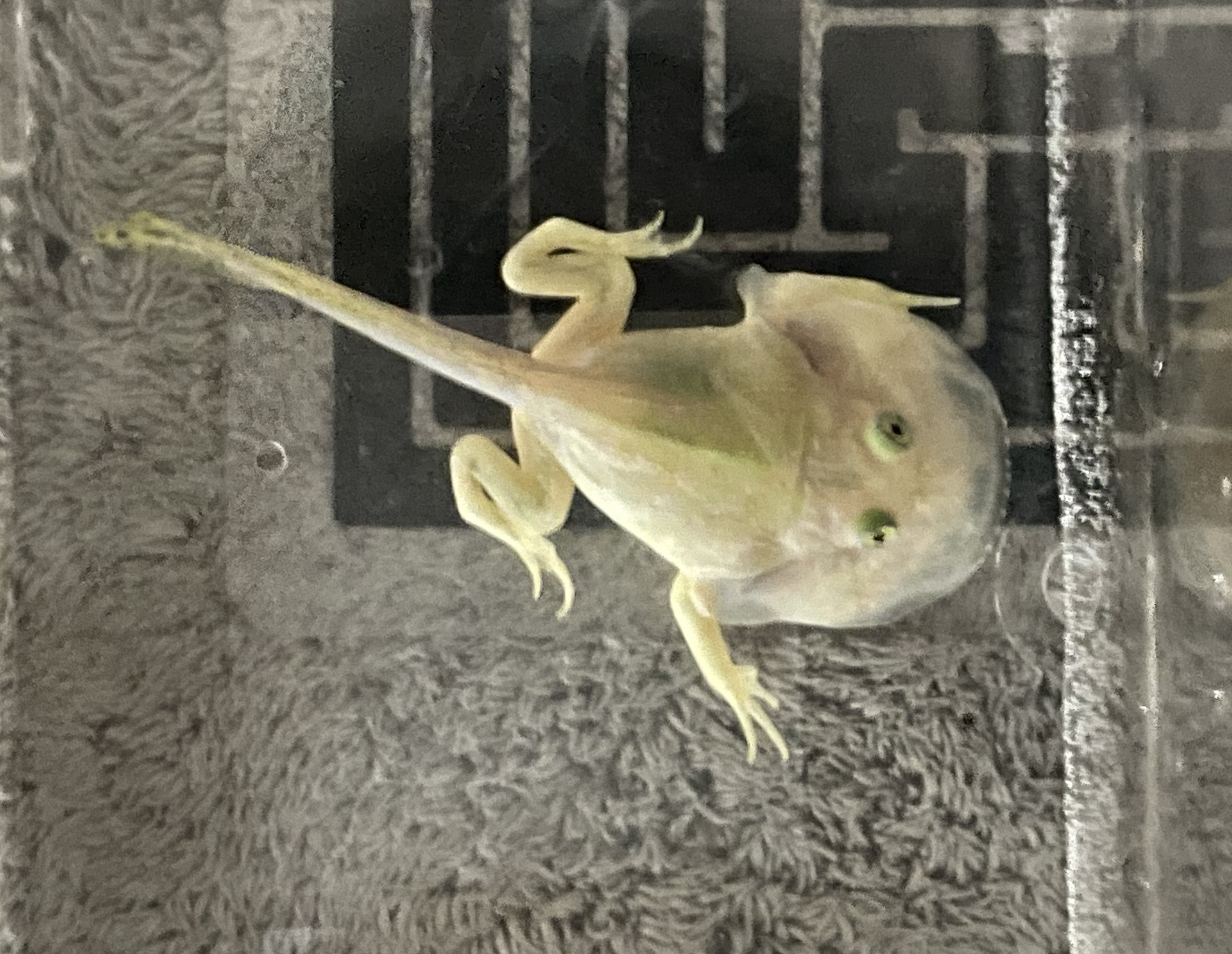
パジェットガエルの幼体

マルメタピオカガエル (Lepidobatrachus laevis) は、タピオカガエル属に分類されるカエル。同属の中では最大種である。パジェットガエルとも呼ばれる。
名前は目がタピオカに似ていることにちなむ。

## 分布
標高200m以下の、アルゼンチン・パラグアイ・ボリビアのチャコ地帯に分布する。

## 形態
体長は11-12cmとタピオカガエル属では最大種。体色は緑色がかった灰色で、オレンジ色や緑色の斑点が見られることがある。腹部は白っぽい。雄の成体は喉が青黒くなる。
雄は雌の半分くらいの大きさにしかならない。
頭部は大きく、体長の1/3程度を占める。口は幅広く、上顎には歯が、下顎の中央付近にも2本の牙がある。虹彩は常に丸い。

## 生態
川沿いの沼や潟に生息する。乾季になって水がなくなると泥で繭を作り、休眠する。外敵に襲われると体を膨らませて威嚇し、噛み付く。
水中・泥中から眼だけを出して獲物を待ち伏せる。食性は動物食で、昆虫類や甲殻類、魚類、両生類などを食べる。口が大きいため、大きな獲物でも食べることができる。
繁殖形態は卵生で、雨季に1回に2000個ほどの卵を産む。成長がめざましく早く、幼生は1か月ほどで4-5cmの亜成体になる。

## 人間との関係

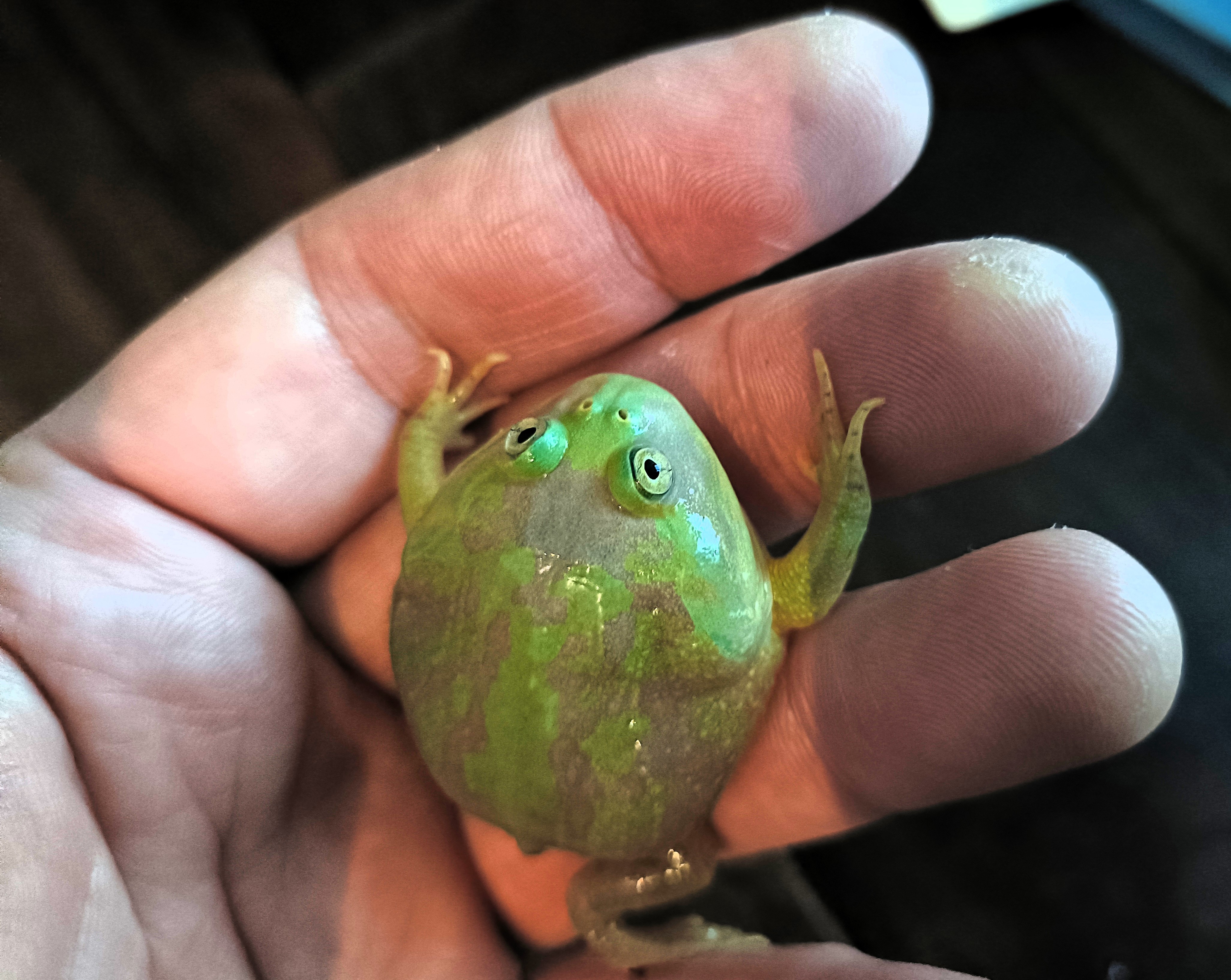
生後6週間のバジェットガエル

ペットとして飼育されることがあり、日本にも輸入されている。主に繁殖個体が流通する。以前は同じユビナガガエル科のツノガエルのような浅い水で飼われていることもあったが、本種は完全水生種なので鼻孔が水面から出る程度の水深のあるアクアリウムかベアタンクで飼育する。